# ヘレナ・カソーテ
ヘレナ・カソーテ（Héléna Cazaute、1997年12月17日 - ）は、フランスの女子バレーボール選手。ポジションはアウトサイドヒッター。フランス代表。

## 来歴

### クラブチーム
ナルボンヌ出身。2012年、15歳のときにVC Gruissanへ入団。France Avenir 2024でのプレーを経て、2014年、Béziers Volleyへ移籍。2016/17シーズンのフランスLigueAで3位となった。2017年、RCカンヌへ移籍。2018/19シーズンのフランスLigueAで優勝した。2019年、Volley Mulhouse Alsaceへ移籍し、2020/21シーズンのフランスLigueA、フランスカップで優勝に貢献し、MVPとベストアウトサイドヒッター賞を受賞した。2021年、イタリアセリエA1のキエーリ'76へ移籍し、2022/23シーズンのセリエA1リーグ、イタリアカップで5位となった。2023/24シーズンはヴェロ・バレー・ミラノと契約した。

### 代表チーム
アンダーカテゴリーの代表として2015年のU-20欧州選手権で5位となった。2016年、シニアのフランス代表に初選出され、同年のヨーロッパリーグでデビュー。2018年、地中海競技大会に出場し4位となった。2019年、欧州選手権に出場した。2021年、欧州選手権で7位となった。2022年、ヨーロッパリーグで金メダルを獲得した。2023年、チャレンジャーカップで優勝した。同年の欧州選手権で6位となった。2024年、代表チームの主将を務め、ネーションズリーグ、パリ五輪に出場した。

## 球歴
- オリンピック - 2024年
- ネーションズリーグ - 2024年
- 欧州選手権 - 2019年、2021年、2023年
- チャレンジャーカップ - 2022年、2023年

## 受賞歴
- 2021年 - 2020/21フランスリーグ MVP、ベストアウトサイドヒッター賞
- 2021年 - フランスカップ MVP

## 所属クラブ
- VC Gruissan（2012-2013年）
- France Avenir 2024（2013-2014年）
- Béziers Volley（2014-2017年）
- RCカンヌ（2017-2019年）
- Volley Mulhouse Alsace（2019-2021年）
- キエーリ'76・バレーボール（2021-2023年）
- ヴェロ・バレー・ミラノ（2023年-）